# Nicolas Bernier
Pour les articles homonymes, voir Bernier.
Œuvres principales
- Motets à plusieurs voix
- Cantates françaises

Nicolas Bernier est un compositeur français de la période baroque, né le 28 juin 1664 à Mantes-sur-Seine (actuelle Mantes-la-Jolie) et mort le 6 juillet 1734 ou le 5 septembre 1734 à Paris.

## Biographie
Fils de Rémy Bernier et de Marguerite Bauly, c'est à la maîtrise de la cathédrale de sa ville natale que le jeune Nicolas commence ses études. Il bénéficie ensuite de l'enseignement choral dispensé par la maîtrise de la cathédrale d'Évreux toute proche (un peu moins de 50 km). Bien que L’État actuel de la Musique du Roi de 1773 fasse état d’études avec Antonio Caldara (1670-1736) en Italie, il n'existe pas de preuve tangible de ce voyage.
Bernier semble toutefois être arrivé à Paris peu avant 1692, date à laquelle il loge rue Tiquetonne, (dans l'actuel 2e arrondissement de Paris) et y enseigne le clavecin. Selon Évrard Titon du Tillet, " il y fit en peu de temps de grands progrès, ce qui lui donna dans la suite des Protecteurs de la plus grande considération, dont M. le Duc d'Orléans, petit-fils de France, voulut bien être du nombre " .
L'année suivante, en 1693, il échoue au concours ouvrant les portes de maître de chapelle de la cathédrale de Rouen face à Jean-François Lalouette (1651-1728), élève et secrétaire de Lully. Le 17 septembre 1694, il se console néanmoins en décrochant la direction de la maîtrise de la cathédrale de Chartres puis, le 18 mars 1698 celle de l'Église Saint-Germain-l'Auxerrois à Paris, en remplacement de Jean-François Lalouette.
Le 21 octobre 1700, l'un de ses Te Deum est joué avec succès devant le roi au château de Fontainebleau. Selon le Mercure de France d'avril 1701, Bernier redonna l'œuvre à Saint-Germain-l'Auxerrois, exécutée " par un grand nombre de voix, qui furent bien secondées par la bonté d'un très-grand nombre d'instrumens ".
Il se lance alors dans la publication de petits motets, genre qu'il maîtrisera avec brio.
Vers l'année 1700, peu après le compositeur Jean-Baptiste Morin (Orléans, 1677-Paris, 1745), protégé comme lui par le duc Philippe d'Orléans, Bernier fut un des créateurs d'un nouveau genre d'inspiration profane, imité de l'Italie, la " cantate françoise ". Ces œuvres sont écrites pour une ou deux (plus rarement trois) voix solistes avec basse continue (auxquelles peuvent s'ajouter un ou deux violons, ou d'autres instruments tels que la flûte traversière, le hautbois ou la basse de viole).
La dédicace de son premier livre de motets (1703) montre que Bernier était déjà attaché à la famille royale puisqu'il l'adresse au jeune duc de Bourgogne :

« Monseigneur,Je ne suis pas assez téméraire pour entreprendre de faire ici votre Éloge, je sens que c’est une chose infiniment au-dessus de moy. Toutte l’Europe conoist assez quelles sont vos vertus, et personne n’ignore que vous marchez à grands pas sur les traces de vos ayeuls. La France Entière sçait qu’à l’Exemple de Louis le grand, et de Monseigneur le Daufin, une profonde piété jointe à un zèle ardent pour la vraye Religion, fait un de vos soins les plus chers, et ceux qui ont l’honeur de vous aprocher ressentent tous les jours les effects de la grandeur de votre Ame, et de la générosité de votre cœur. C’est pourquoy, Monseigneur, je garderay un silence respectueux sur touttes ces Eminentes vertus dans la crainte de ne pouvoir les Elever autant qu’elles le méritent. Je me contenteray seullement de publier par tout que vous avez un dicernement parfait pour tous les beaux arts, et particulièrement pour la Musique que vous conoissez toutte la délicatesse et toutte la force de l’harmonie, que vous en faites un de vos plus agréables amusements, dans les intervalles que vous dérobez à vos occupations sérieuses, et qu’enfin vous acordez une protection si singulière aux maistres en cet Art, que vous les animez à s’y rendre plus parfaits pour vous plaire. Ce sont ces raisons, Monseigneur, qui m’ont déterminé à composer ces Mottets pour les mettre au jour, et qui m’ont fait prendre la liberté de vous les présenter, d’autant plus qu’ils ne enferment que des choses pieuses qui concernent le culte divin. Je m’estimeray trop heureux, Monseigneur, si vous avez la bonté de les agréer, et si dans les moments de votre loisir, vous daignez jetter dessus quelques regards favorables. C’est la grâce que vous demande celui qui sera toutte sa vie, avec un profond respect, Monseigneur, Vostre très humble, très obéissant et très soumis serviteur, Bernier. »

Quelques années plus tard, en 1713, son second opus trahit ses relations avec la puissante famille des Noailles, qui donna de grandes figures au pouvoir militaire, politique et religieux à la France, ce que confirme une fois de plus Titon du Tillet : « M. le Duc de Noailles, aujourd'hui Maréchal de France, a donné aussi de grandes marques de sa protection à ce Musicien. » En l'occurrence, il s'agit ici d'Anne Jules de Noailles, comte d'Ayen :

« Monseigneur, J’ay ressenti les effets de la protection de Votre Grandeur en tant d’occasions différentes, que je ne puis retenir plus longtemps le respectueux silence qui m’a empêché jusqu'à présent de publier à toute la France les grâces dont vous m’avez comblé. C’est à vous, Monseigneur, a qui je dois toutes les bontez qu’eut pour moy Feu Monseigneur le Maréchal votre Illustre Père, dont la mémoire sera toujours chère aux gens de bien, et dont je conserveray le souvenir toute ma vie. C’est à Votre grandeur que je suis redevable de la faveur de Son Eminence Mgr Le Cardinal de Noailles dont la piété et les vertus sont l’exemple de l’ornement du Clergé. C’est à vous en un mot que je dois l’honneur de faire chanter devant le plus Grand Roy du Monde ; honneur, qui m’est d’autant plus sensible que mon peu de mérite m’en éloigneroit sans l’apui de V. G. Comme c’est d’Elle que je tiens tous ces differens avantages, il est bien juste que je lui donne une marque, foible à la vérité mais sincère, de ma reconnoissance et de mon parfait dévoüemt. En lui offrant ce second Livre de Mottets. L’accueil favorable que Votre Grandeur a toujours fait à mes ouvrages, me fait espérer qu’Elle voudra bien avoir pour celui cy la même indulgence qu’Elle a eu pour les autres. Après cela j’estimeray mon travail bien recompensé, si dans les heures de son loisir, Elle daigne quelquefois l’honnorer de ses regards. Ce seroit icy l’endroit, Monseigneur, ou je devrois publier les vertus heroiques de V. G. sur tout cette chaleur intrépide que avez fait paroitre en tant d’occasions, et en dernier lieu à la prise de Girone. Ce seroit icy ou il me seroit permis de loüer avec justice la piété, la grandeur d’ame et la magnificence qui vous sont si familières et qui sont les apanages de votre illustre famille. Mais, Monseigneur, il n’apartient pas à un génie aussi borné que le mien de faire l’Eloge de V. G. Il faut une plume plus délicate que la mienne pour écrire sur un sujet si relevé. Je me borneray donc à l’admiration de toutes vos brillantes qualitez, et penetré que je suis de vénération et de reconnoissance, je ne cesseray jamais de ma dire et d’être avec tout le respect possible, Monseigneur, De Votre grandeur, le très humble, très obéissant et très obligé serviteur, N. Bernier. »

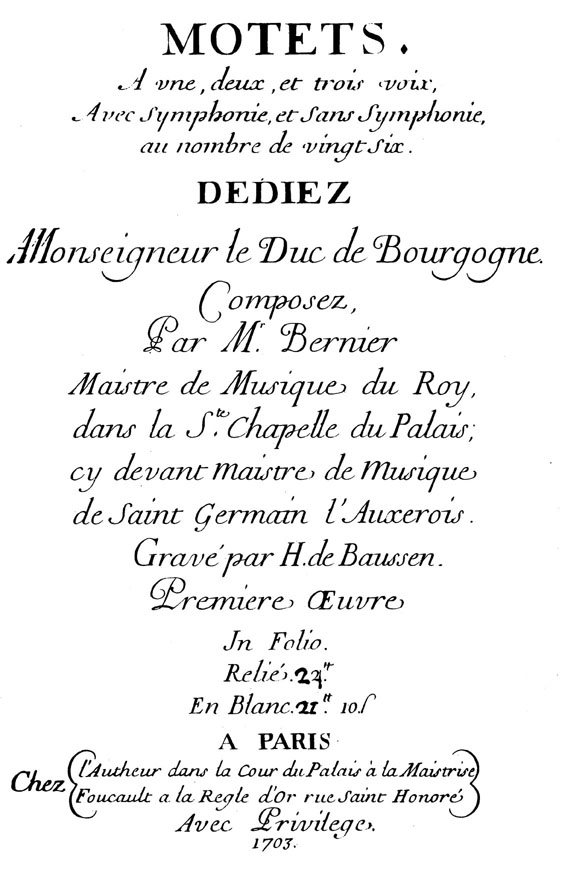
Bernier. Page de titre du premier Livre des Motets

Le 5 avril 1704 Bernier succède à Marc-Antoine Charpentier décédé un mois auparavant, le 24 février 1704, comme maître de musique de la Sainte-Chapelle de Paris avec l'appui du Philippe d'Orléans, futur Régent et pour l'heure chef de la branche cadette de la famille royale. À cette époque, Lecerf de La Viéville, dans son Discours sur la musique d'Église, parlait déjà, à plusieurs reprises, d'un "abbé Bernier" d'où la confusion sur l'état soi-disant ecclésiastique du musicien. À sa suite, en 1910, Michel Brenet, pensait que Bernier « avait probablement pris les ordres mineurs ». En réalité, il eut, par dérogation extraordinaire du Régent, le droit de porter le collet et d'occuper une charge qui incombait d'ordinaire à un célibataire arborant l'habit religieux... Titon du Tillet précise alors que « le Prince obtint du Chapitre, qu'il conserveroit sa place, à condition que sa femme n'habiteroit pas dans la maison destinée au Maître de Musique ; exemple unique, cette place ne pouvant être remplie que par un homme dans le célibat avec l'habit Ecclésiastique ». Dérogation extraordinaire certes, mais le qualificatif d’« abbé » désignait alors une personne qui, tout en n'ayant pas accédé à la prêtrise, avait atteint les premières marches menant à l'état ecclésiastique de plein exercice (par l'accession aux ordres mineurs, ou bien grâce à cette assimilation abusive, tout à fait exceptionnelle). Voir aussi, parmi d'autres exemples, le cas de l'abbé Simon-Joseph Pellegrin (qui fut librettiste d'opéras et travailla pour le Théâtre de la foire). C'est également le cas de François Giroust, maître de la chapelle et surintendant de la musique du roi. Ce dernier a d'abord été qualifié d'abbé. Son épouse témoigne : « Sans être engagé dans les Ordres Ecclésiastiques, Giroust parut y appartenir jusqu’à l’époque où il fut attaché à la Cour » (en 1775).
L'activité de Bernier au sein du Palais est intense, illustrée par la publication de ses deux livres de motets (déjà cités). Le 20 juin 1712, alors qu'il demeure « à Paris Cour du Palais », on sait qu'il contracte mariage avec Marie-Catherine Marais, la fille du célèbre gambiste Marin Marais et Mlle Damicourt. Parrain de Pélagie Marais, Bernier semble d'ailleurs fréquenter la famille depuis un certain temps puisque l'épousée habitait avec ses parents sur la paroisse Saint-Germain-l'Auxerrois, rue Bertin-Poirée.
En 1715, Bernier participe aux divertissements donnés par la duchesse du Maine en son château de Sceaux : ce sont les fameuses Grandes Nuits de Sceaux, sorte de fêtes virevoltantes accueillant de nombreux compositeurs comme Mouret ou Boismortier, dans le cercle restreint des Chevaliers de la Mouche à Miel.
En 1723 l'éducation des pages de la Chapelle royale lui est confiée et il reçoit par surcroît l'un des trois quartiers de sous-maître de musique de la Chapelle royale conjointement détenu par Michel-Richard de Lalande, Charles Hubert Gervais et André Campra.
Afin de succéder à Michel-Richard de Lalande (qui venait tout juste de décéder), comme chargé de l'éducation des pages de la Chapelle royale (poste qu'il conservera jusqu'en 1733), Nicolas Bernier démissionne de son poste à la Sainte-Chapelle le 18 novembre 1726, en faveur d'un de ses élèves François de La Croix, lequel fera d'ailleurs publier en 1741 (à titre posthume) trois motets inédits de son maître, accompagné des siens. L'inventaire après-décès de Bernier mentionnait en effet « les partitions et les parties tirées à la main de trente six motets manuscrits de la composition dud. deffunt pour l'usage de la Chapelle du roy » ; feuillets qu'il légua par testament à La Croix : « Je legue et donne au susdit Sieur de La Croix toutes les planches gravées de mon premier et de mon second œuvre de motets et les planches du troisième que javois comencé qui n'ont pas encore esté estampées ». L'ouvrage est dédié à Messire Nicolas de Vichy-Chamron, docteur en Sorbonne, abbé de St-Calais du Mans...
Nicolas Bernier est inhumé en l'église Saint-Jean-le-Rond.
« Bernier, si recommandable par sa science et par le grand nombre d'élèves qui sont sortis de ses mains, a composé de très-beau [sic] motets remarquables, surtout par les excellentes fugues qui s'y trouvent » nous avouait Pierre-Louis d'Aquin de Château-Lyon dans ses Lettres sur les hommes célèbres (1754, p. 94).
Jean-Jacques Rousseau affirme s’être distrait de l’étude ardue du traité d’harmonie de Rameau en apprenant les cantates de Bernier.

## Musique
Après Marc-Antoine Charpentier, Bernier est probablement le compositeur français qui a le mieux assimilé le style italien. Ses motets constituent une synthèse parfaite des goûts français et italien, mais là où ses compatriotes imitent tant bien que mal le style italien, l’artiste offre un modèle à suivre. Il en ira de même un peu plus tard chez Hasse qui maîtrisait mieux le style napolitain qu’on ne le faisait au pied du Vésuve !
Le génie de Bernier s’exprime à la fois par son invention harmonique, son sens rythmique et sa science contrapuntique. Des mouvements fugués tels que Principes populorum (Omnes Gentes) portent la signature d’un des très grands maîtres français du contrepoint.
Nicolas Bernier a trouvé dans le petit motet un lieu d’expression privilégiée et s’impose comme le plus grand maître du genre. Paru en 1703, son Premier Livre attestait d’emblée une maîtrise époustouflante. La qualité première de ses petits motets est d’offrir une construction dépassant le cadre fixé par ses prédécesseurs. De plus, il imprime une théâtralité au discours qui se traduit par la présence de plusieurs récitatifs, parfois trois par motet. Dans les Premier (1695) et Second Livres (1700) d’André Campra, on n’en trouvait aucun. Seuls Marc-Antoine Charpentier avant Bernier et François Couperin parmi ses contemporains (les Trois Leçons de Ténèbres datent de 1714) peuvent soutenir la comparaison.
Quelques-uns de ses petits motets obéissent à une forme cyclique, le premier mouvement étant répété à la fin de chacune des autres parties. D’autres sont conçus afin de s’enchaîner sans aucune interruption. Un changement survient par ailleurs entre le Premier et le Second Livre : dans ce dernier, la forme se révèle plus ample et l’écriture plus virtuose, surtout pour les parties instrumentales.

### Œuvres éditées
- 1703 : MOTETS à une, deux, et trois voix avec Symphonie et sans Symphonie au nombre de vingt six DEDIEZ A Monseigneur le duc de Bourgogne Composez / Par Mr. Bernier. Maistre de Musique du Roy dans la Ste. Chapelle du Palais cy devant maistre de Musique de Saint Germain l’Auxerois Première Œuvre [...] A PARIS Chez l’Auteur dans la Cour du Palais à la Maitrise […] / 1703 [26 motets]
- v. 1703 : Cantates françoises ou musique de chambre à voix seule avec symphonie et sans symphonie avec la basse continue. PREMIER LIVRE. Gravées par H. de Baussen. Paris, Foucault [s.d., Privilège général de 1703]
- v. 1703 : Les NYMPHES DE DIANE. Cantate françoise à deux voix et la basse-continue. Paris, Foucault [s.d., Privilège général de 1703]
- 1705 ? : Cantates françoises ou musique de chambre à voix seule et à deux avec symphonie et sans symphonie avec la basse continue. SECOND LIVRE. Gravées par H. de Baussen. Les Parolles sont de M. Fuzellier. Paris, Foucault [s.d., Privilège général de 1703]
- avril. 1706 : [air] "On ne peut s'empêcher d'aimer" dans Recueil d'airs sérieux et à boire de différents auteurs [...], Paris, Ballard.
- mars. 1711 : [air] "Chasse l'ennuy qui te possede" dans Recueil d'airs sérieux et à boire de différents auteurs [...], Paris, Ballard.
- entre 1703 et 1712 ? : Cantates françoises ou musique de chambre à voix seule et à deux avec symphonie et sans symphonie avec la basse continue. TROISIEME LIVRE. Gravées par Paulo Angeli. Paris, Foucault [s.d., Privilège général de 1703]
- v. 1712 ? : Cantates françoises ou musique de chambre à voix seule et à deux avec symphonie et sans symphonie avec la basse continue. QUATRIEME LIVRE. Paris, Foucault [s.d., Privilège général de 1703]
- 1713 : MOTETS à une, deux, et trois voix avec Symphonie et sans Symphonie DEDIEZ A MONSEIGNEUR LE DUC DE NOAILLES Composez PAR MR. BERNIER. Maitre de Musique du Roy dans la Ste. Chapelle du Palais SECOND ŒUVRE […] A PARIS, Chez l’Auteur dans la Cour du Palais à la Maitrise […] 1713 [15 motets]
- 1715 : LES NUITS DE SCEAUX, concerts de chambre ou cantates françoises à plusieurs voix en manière de divertissement, meslez d'airs de violon et autres symphonies avec la basse continue. CINQUIEME LIVRE. Gravé par F. du Plessy. Paris, Foucault, 1715.
- 1718 : Cantates françoises ou musique de chambre à voix seulle avec symphonie et sans symphonie avec la basse-continue. SIXIEME LIVRE. Les Paroles sont de M. Thibault. F. du Plessy grav. Paris, Foucault 1718.
- 1723 : Cantates françoises ou musique de chambre à voix seulle avec symphonie et sans symphonie avec la basse-continue. SEPTIEME LIVRE. Gravées par L. Hüe. Paris, Boivin, 1718

Le catalogue de ses oeuvres a été établi par le CMBV en 2007.

### Œuvres manuscrites
- Leçons de ténèbres (Lyon, Bibliothèque Municipale) ;
- Grands motets Cantate Domino et Cum invocarem (Lyon, Bibliothèque municipale).
- Grands motets (Paris, BnF) : Benedic anima mea dédié au roi ; Lauda anima mea Dominum ; Miserere mei Dus quoniam ; Venite exultemus ; Beatus vir ; Confitebor tibi Domine ; Deus noster refugium ; Lauda Jerusalem ; Laudate Dominum.
- Chants des offices de differents Saints nouveaux composez en plein-chant [sic] par le sieur Bernier (perdu).
- Principes de composition (Paris, BnF).

## Sources
- Notice sur la Bibliothèque nationale de France
- Nous remercions le site musicologie.org auquel nous avons fait de larges emprunts *musicologie
- Titon du Tillet (Evrard),  Le Parnasse françois, Premier Supplément , 1743, p. 679. Article :  Bernier (Nicolas)  (Premier livre de cantates).
- Id. ,  Second supplément , [1755], p. 67. Article :  Fuselier (Louis)  (Second livre de cantates).
- Journal de Trévoux, Mars 1713, p. 552 (Quatrième livre de cantates).
- Jean-Paul C. Montagnier: ‘Attributing Early Music: the Case of Nicolas Bernier’, Recercare, 4 (1992), p. 81–104.
- Jean-Paul C. Montagnier: ‘De l'air da capo à un embryon français de “forme sonate”: les cas du Confitebor tibi et du Beatus vir de Nicolas Bernier’, Revue de Musicologie, 79 (1993), p. 308–318.
- Jean-Paul C. Montagnier: ‘Nicolas Bernier's Principes de composition and the Italian Partimento Tradition’, Early Music, 49 (February 2021), p. 87-100.

## Discographie sélective
Petits Motets:  Ornate Arras, Congratula Mini, Cantemus Domino, Alma Redemptoris, Accurite Fideles, Omnes Gentes, Béatrice Mayo-Felip (premier dessus), Catherine Padaut (second dessus), Jean-Louis Georgel (basse), Ensemble Almazis, dir. Iakovos Pappas, CD ED 13205, 2004.
Leçons de Ténèbres du Premier jour, Raphaëlle Kenedy (dessus), Ensemble Da Pacem, Ed. Champeaux 2018. ASIN B00004V4FZ
Le Café, cantate, Hana Blaziková, soprano, Reinoud Van Mechelen, ténor, Lisandro Abadie, basse Ensemble Masques, dir. Olivier Fortin. CD Alpha 2019.
Leçons de Ténèbres du Deuxième et Troisième jour, Marthe Davost (dessus), Gaétan Jarry (positif), Robin Pharo (viole de gambe), Hélène Richaud (violoncelle), Ensemble Lux Aeterna. Ed. Champeaux 2024. ASIN B08R4M4LGZ